# Szlovénia a Junior Eurovíziós Dalfesztiválokon
Szlovénia két alkalommal vett részt a Junior Eurovíziós Dalfesztiválon.
A szlovén műsorsugárzó a Radiotelevizija Slovenija, amely 1993-ban lett tagja az Európai Műsorsugárzók Uniójának, és 2014-ben csatlakozott a versenyhez.

## Története

### Évről évre
Szlovénia 2014-ben debütált a gyermek Eurovízión, amikor Ula Ložart kérte fel a szlovén köztelevízió az ország képviselésére. Nisi sam (Your Light) című dalával végül a 12. helyen végzett a tizenhat-fős mezőnyben. Egy évvel később a gyermek nemzeti döntőt Lina Kuduzović nyerte meg, aki Prva ljubezen című dalával képviselte Szlovéniát Szófiában. A döntőben végül 112 pontot összegyűjtve a verseny bronzérmese lett, így megszerezte az ország legjobb eredményét.  2016. május 24-én az RTVSLO jelezte visszalépési szándékát, egyes szabálymódosítások miatt döntött a távolmaradás mellett. Szlovénia azóta nem vesz részt a dalfesztiválon.

### Nyelvhasználat
Szlovénia két versendala szlovén és angol kevert nyelven hangzott el.
Emellett 2015-ös daluk tartalmazott kifejezéseket olasz nyelven.

### Nemzeti döntő
Szlovénia eddigi két részvétele során egyszer belső kiválasztást alkalmazott, egyszer pedig nemzeti döntővel választotta ki indulóját és dalát. Első részvételükkor a köztelevízió választotta ki Ulát, hogy képviselje hazáját Máltán. A dalt végül 2014. október 5-én a Nedeljsko popoldne z Ulo című talkshowban mutatták be először. A következő évben nemzeti döntőt rendeztek. A szlovén eurovíziós nemzeti döntőnek, az EMA-nak egy gyermek változatot készítettek, Mini EMA elnevezéssel. Összesen három élő adást rendeztek, két elődöntőt és egy döntőt. Az elődöntőkben három-három előadó szerepelt, közülük elődöntőnként egy jutott tovább a döntőbe, ahol összesen ketten versenyeztek. Az elődöntőkben egy háromtagú zsűri, míg a döntőben a nézők döntöttek a végeredményről.

## Résztvevők
| Év   | Előadó         | Dal                   | Magyar fordítás             | Helyezés | Pontszám |
| ---- | -------------- | --------------------- | --------------------------- | -------- | -------- |
| 2014 | Ula Ložar      | Nisi sam (Your Light) | Nem vagy egyedül (A fényed) | 12.      | 29       |
| 2015 | Lina Kuduzović | Prva ljubezen         | Első szerelem               | 3.       | 112      |
|      |                |                       |                             |          |          |

## Szavazástörténet

### 2014–2015
| Hely | Ország           | Pont |
| ---- | ---------------- | ---- |
| 1.   | Málta            | 18   |
| 2.   | Örményország     | 18   |
| 3.   | Oroszország      | 13   |
| 4.   | Szerbia          | 12   |
| 5.   | Olaszország      | 12   |
| 6.   | Bulgária         | 11   |
| 7.   | Albánia          | 8    |
| 8.   | Fehéroroszország | 5    |
| 8.   | Montenegró       | 5    |
| 10.  | Hollandia        | 5    |

| Hely | Ország           | Pont |
| ---- | ---------------- | ---- |
| 1.   | Örményország     | 12   |
| 2.   | Hollandia        | 12   |
| 3.   | Ukrajna          | 10   |
| 4.   | Fehéroroszország | 9    |
| 5.   | Szerbia          | 9    |
| 6.   | Bulgária         | 8    |
| 6.   | Oroszország      | 8    |
| 8.   | Olaszország      | 7    |
| 9.   | Ausztrália       | 6    |
| 9.   | Írország         | 6    |
| 9.   | San Marino       | 6    |

Szlovénia még sosem adott pontot a döntőben a következő országoknak: Észak-Macedónia, Grúzia, Horvátország, San Marino, Svédország
Szlovénia még sosem kapott pontot a döntőben a következő országoktól: Albánia, Ciprus

## Háttér
| Év    | Rendező  | Kommentátor                                      | Pontbejelentő                                    |
| ----- | -------- | ------------------------------------------------ | ------------------------------------------------ |
| 2014  | Valletta | Bernarda Žarn                                    | Gal Fajon                                        |
| 2015  | Szófia   | Andrej Hofer                                     | Nikola Petek                                     |
| 2016  | Valletta | Andrej Hofer                                     | Nem vettek részt                                 |
| 2017– | 2017–    | Nem vettek részt és nem közvetítették a versenyt | Nem vettek részt és nem közvetítették a versenyt |

## Galéria

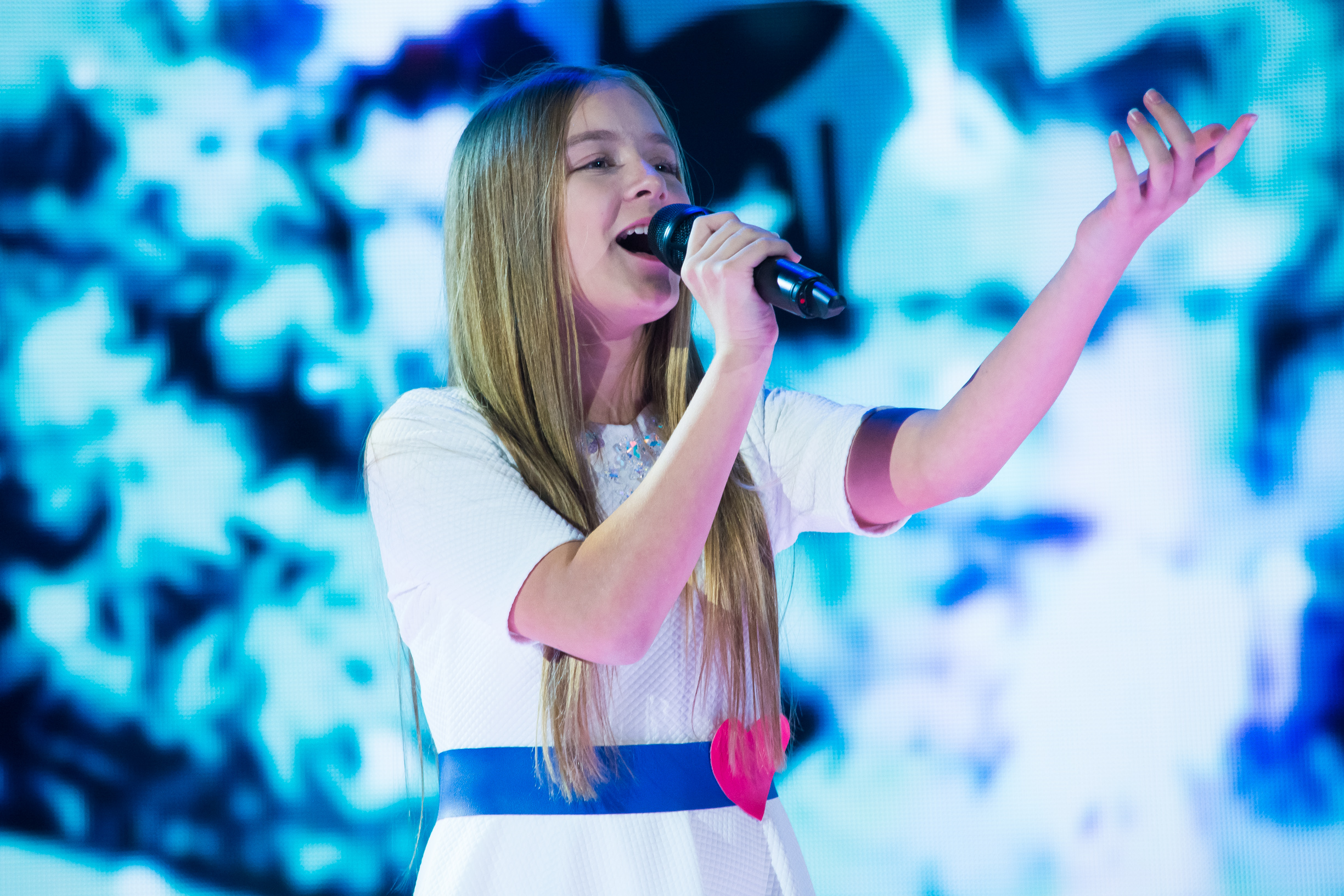
Lina Kuduzović Szófiában (2015)

## Lásd még
- Szlovénia az Eurovíziós Dalfesztiválokon